# Daniel Ernest Flores

Bischofswappen von Daniel Ernesto Flores

Daniel Ernest Flores (* 28. August 1961 in Palacios) ist ein US-amerikanischer römisch-katholischer Geistlicher und Bischof von Brownsville.

## Leben
Der Bischof von Corpus Christi, René Henry Gracida, weihte ihn am 30. Januar 1988 zum Priester.
Papst Benedikt XVI. ernannte ihn am 28. Oktober 2006 zum Weihbischof in Detroit und Titularbischof von Cozyla. Der Erzbischof von Detroit, Adam Joseph Kardinal Maida, spendete ihm am 29. November desselben Jahres die Bischofsweihe; Mitkonsekratoren waren René Henry Gracida, Altbischof von Corpus Christi, und Edmond Carmody, Bischof von Corpus Christi. Als Wahlspruch wählte er Verbum Mittitur Spirans Amorem.
Am 9. Dezember 2009 wurde er zum Bischof von Brownsville ernannt und am 2. Februar des nächsten Jahres in das Amt eingeführt.
Flores wurde am 15. März 2023 zudem in die Vorbereitungskommission für die 16. ordentlichen Generalversammlung der Bischofssynode zum Thema „Für eine synodale Kirche – Gemeinschaft, Teilhabe und Mission“ berufen.